# Ольсхаузен, Теодор
Теодор Ольсхаузен (16 июня 1802, Глюкштадт — 31 марта 1869, Гамбург) — германский шлезвиг-гольштейнский политик и публицист.
Отец — нем. Detlev Olshausen, старшие братья Герман и Юстус Ольсхаузены.
Начальное образование получил в школе родного города, среднее — в гимназии в Ойтине. Поступил в Кильский университет изучать юриспруденцию, но провёл там только зимний семестр 1820/1821 года, продолжив в зимнем семестре 1821/1822 года обучение в университете Йены. Состоял членом незаконной молодёжной организации и по возвращении в 1823 году в Киль подвергся полицейскому преследованию; оказавшись в розыске, в 1824 году бежал в Швейцарию, затем через Амстердам выехал в Париж. С 1825 по 1827 год проживал под вымышленным именем в Базеле, где зарабатывал на жизнь репетиторством; в 1827 году ненадолго вернулся в Париж, в 1827—1829 годах работал редактором газеты в Аугсбурге; в 1828 году через посредничество брата смог приехать в Киль, где советом университета стал рассматриваться вопрос о его прощении и восстановлении в университете. В апреле 1829 года ему было позволено завершить своё образование, осенью 1829 года он получил учёную степень, сдав квалификационный экзамен в Глюкштадте. С 1829 по 1839 год работал в родном городе адвокатом, с 1839 по 1843 год был клерком суда низшей инстанции. Одновременно с 1830 по 1848 год был редактором шлезвиг-гольштейнской газеты «Kieler Correspondenzblatt», в которой печатал либерально-патриотические статьи, в том числе выступал сторонником независимости Шлезвиг-Гольштейна от Дании.
С 1844 по 1848 год был членом правления железной дороги Альтона-Киль. 1 сентября 1846 года был арестован за участие в незаконном народном собрании, но в середине октября выпущен. В 1847 году стал депутатом парламента Гольштейна от Киля. Во время Мартовской революции был депутатом парламента Шлезвиг-Гольштейна и членом делегации восставших к датскому королю Фредерику VII в Копенгаген, которая должна была передать монарху требования революционеров (Шлезвиг-Гольштейн в то время входил в состав Дании). После возвращения 28 марта 1848 года вошёл в состав временного правительства Шлезвиг-Гольштейна, сформированного 23 марта в Киле; был одним из наиболее активных его членов. 16 августа в знак протеста против подписанного и затем ратифицированного 26 августа в Мальмё договора подал в отставку из правительства (была принята 19 августа) и попытался поднять вопрос в парламенте Франкфурта о незаконности ратификации этого договора, но безуспешно. На некоторое время вернулся к частной жизни, но уже 11 сентября 1848 года на дополнительных выборах был избран в ландтаг Шлезвиг-Гольштейна, был редактором леворадикальных изданий «Schleswig-Holsteinischen Zeitung» и затем «Norddeutschen Freien Presse». Приветствовал вступление в Шлезвиг-Гольштейн прусских войск. После роспуска собрания 11 января 1851 года выступил против вмешательства Германского союза и отправился в Гамбург, затем находился в эмиграции в США, где в 1856—1860 годах жил в Давенпорте, а в 1860—1865 годах в Сент-Луисе, где являлся редактором и совладельцем немецкоязычной газеты «Der Demokrat». В 1865 году переехал в Цюрих, в 1868 году вернулся в Гамбург, где умер год спустя.
Его «Geographisch-statistische Beschreibung der Vereinigten Staaten» (Киль, 1853—1855) осталась незаконченной. Написал также «Das Mississippithal» (1853—1854, 2 тома) и «Geschichte der Mormonen» (Гёттинген, 1856).